# P.D. James
P.D. James, właśc. Phyllis Dorothy James, baronessa James of Holland Park (ur. 3 sierpnia 1920 w Oksfordzie, zm. 27 listopada 2014 tamże) – brytyjska pisarka, autorka powieści kryminalnych.
Napisała 14 powieści, których bohaterem jest inspektor Adam Dalgliesh. Stworzyła także postać prywatnej detektyw Cordelii Gray.
Oficer Orderu Imperium Brytyjskiego (OBE).

## Publikacje

### Adam Dalgliesh
- Cover Her Face (1962) (wyd. pol. Zakryjcie jej twarz, tłum. Barbara Kopeć, Warszawa, Prószyński i S-ka 1995)
- A Mind to Murder(1963) (wyd. pol. Zmysł zabijania, tłum. Roman Palewicz, Warszawa, Prószyński i S-ka 1997)
- Unnatural Causes (1967) (wyd. pol. Z nienaturalnych przyczyn, tłum. Barbara Kopeć, Warszawa, Prószyński i S-ka 1995)
- Shroud for a Nightingale (1971) (wyd. pol. Całun dla pielęgniarki, tłum. Blanka Kuczborska, Warszawa, Baobab, 2004, ISBN 83-89642-26-3)
- The Black Tower (1975) (wyd. pol. Czarna wieża, tłum. Zbigniew Białas, Katowice: Wydawnictwo „Książnica”, 1993; ISBN 83-85348-55-7, Warszawa: „Świat Książki”, 1999; ISBN 83-7129-508-1)
- Death of an Expert Witness (1977) (wyd. pol. Śmierć każdego dnia, tłum. Joanna Ociepka, Katowice: Książnica, 1996, 1998)
- A Taste for Death (1986) (wyd. pol. Przedsmak śmierci, tłum. Łukasz Nicpan, Katowice 1994, 1997)
- Devices and Desires (1989) (wyd. pol. Intrygi i żądze, tłum. Andrzej Ziembicki, Katowice 1992, Książnica)
- Original Sin (1994) (wyd. pol. Grzech pierworodny, tłum. Jacek Makojnik, Katowice: Książnica, 1997, 1999)
- A Certain Justice (1997) (wyd. pol. Ułomna ręka sprawiedliwości, tłum. Barbara Cendrowska, Warszawa 2001, Bertelsmann Media)
- Death in Holy Orders (2001)
- The Murder Room (2003)
- The Lighthouse (2005)
- The Private Patient (2008)

### Cordelia Gray
- An Unsuitable Job for a Woman, 1972, (pol. Nie dla kobiety, Prószyński i Ska., 1995)
- The Skull Beneath the Skin, 1982 (pol. Otwarte drzwi, Książnica, 1994)

### Inne
- 1980 – Innocent Blood (wyd. pol. pt. Niewinna krew, tłum. Ewa Penksyk-Kluczkowska, Katowice 2003, Książnica)
- 1992 – The Children of Men (wyd. pol. pt. Ludzkie dzieci, tłum. Maria Gębicka-Frąc, Warszawa 2006, Mag); także film Ludzkie dzieci
- 2011 – Death Comes to Pemberley (wyd. pol. Śmierć przybywa do Pemberley, W.A.B., 2014)

## Adaptacje filmowe i telewizyjne
W latach 80. wiele powieści kryminalnych P.D. James doczekało się adaptacji telewizyjnych wyprodukowanych przez Anglia Television dla kanału ITV. W Stanach Zjednoczonych filmy emitowane były przez kanał PBS. Rolę Adama Dalgliesha powierzono Royowi Marsdenowi. BBC dokonało następnie adaptacji Death in Holy Orders (2003) oraz The Murder Room (2004). W roli Dalgliesha wystąpił Martin Shaw.
Powieść z 1992 roku Ludzkie dzieci – niebędąca kryminałem – została sfilmowana w roku 2006. Reżyserem był Alfonso Cuarón, a w rolach głównych wystąpili Clive Owen, Julianne Moore i Michael Caine.

## Nagrody
- 1971 Crime Writers’ Association (CWA) Macallan Silver Dagger for Fiction za powieść Shroud for a Nightingale
- 1975 CWA Macallan Silver Dagger for Fiction za powieść The Black Tower
- 1986 CWA Macallan Silver Dagger for Fiction za powieść A Taste for Death
- 1987 CWA Cartier Diamond Dagger (za całokształt twórczości)
- 1992 Deo Gloria Award za powieść The Children of Men
- 1999 Grandmaster Award, Mystery Writers of America